# لیمنیوس

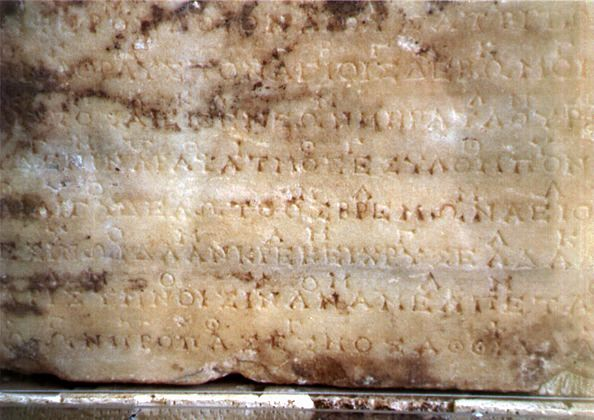
لیمنیوس

لیمنیوس (زبان یونانی: Λιμένιος) (قرن دوم قبل از میلاد) یک آهنگساز اهل آتن بود و خالق دومین سرود دلفی بود. او دومین سرود دلفی را در سال ۱۲۸ پیش از میلاد ساخت؛ این اثر به صورت سنگ‌نوشته‌ای در قرن نوزدهم در منطقهٔ دلفی کشف شد.